# 東京府
- 關於現時東京都市整體的概述，請見「东京」。
- 關於古代的東京的概述，請見「江戶」。
- 關於東京府的同名下級地方行政區，請見「東京市」。
- 關於東京府的後繼地方行政區，請見「東京都」。
- 關於「東京」一詞的其他涵義，請見「東京 (消歧義)」。

東京府（日语：／〔〕 Tōkyō fu */?，前作：／ Tōkei fu */?）是日本曾存在的一個一級行政區，為今日東京都之前身。存續期間為1868年（慶應四年、明治元年）至1943年（昭和十八年）。

## 歷史
1868年（慶應四年、明治元年），江戶幕府下台，江戶在討幕的東征軍的軍政下改制為江戶府。同年9月3日（舊曆七月十七日），明治天皇下詔將江戶改称東京，改為東京府。1943年7月1日，東京府遭到廢除，與其轄下的東京市統合成為東京都。

## 出身名人
- 朝永振一郎 - 1965年諾貝爾物理學獎得主，東京教育大學校長
- 白川英樹 - 2000年諾貝爾化學獎得主，筑波大學校長
- 南部陽一郎 - 2008年諾貝爾物理學獎得主，芝加哥大學教授